# Villaines-les-Rochers
Villaines-les-Rochers è un comune francese di 974 abitanti situato nel dipartimento dell'Indre e Loira nella regione del Centro-Valle della Loira.

## Società

### Evoluzione demografica
Abitanti censiti